# Netsh
netsh (network shell) ist eine Konsolenanwendung für Betriebssysteme aus der Windows-NT-Familie, das das Konfigurieren von lokalen und entfernten Netzwerkeinstellungen ermöglicht.
Eine häufige Einsatzmöglichkeit von netsh ist das Zurücksetzen des TCP/IP-Stacks, was unter Windows 98 noch einer Neuinstallation des TCP/IP-Adapters bedurfte.
Netsh hat noch viele weitere Funktionen, so kann beispielsweise die IP-Konfiguration geändert werden.

## Beispielanwendung
Anzeigen des Passwortes einer SSID:
```
netsh wlan show profile (wlan name) key=clear
```

Zurücksetzen des TCP/IP-Stacks:
```
netsh interface ip reset C:\resetlog.txt
```

Verfügbare Schnittstellen anzeigen:
```
netsh interface show interface
```

Feste IP-Adresse setzen:
```
netsh interface ip set address "Local Area Connection" static 123.123.123.123 255.255.255.0
```

Feste IP-Adresse und Gateway setzen:
```
netsh interface ip set address "Local Area Connection" static 123.123.123.123 255.255.255.0 123.123.123.1 1
```

Zwei feste IP-Adressen setzen:
```
netsh interface ip set address "Local Area Connection" static 123.123.123.123 255.255.255.0
netsh interface ip add address "Local Area Connection" 234.234.234.234 255.255.255.0

```

Dynamische IP-Adresse:
```
netsh interface ip set address name="Local Area Connection" source=dhcp
```

Nameserver setzen:
```
netsh interface ip set dns name="Local Area Connection" source=static address=123.123.123.1
```

Im Internet Explorer eingetragenen Proxy systemweit nutzen:
```
netsh winhttp import proxy source=ie
```

## netsh und IPv6
Mit netsh können ebenfalls IPv6-Informationen aus dem Stack gelesen werden, und es ist benutzerfreundlicher als IPv6.exe, welches dieselben Informationen zur Verfügung stellt.
Die IPv6-Adresse mit netsh anzeigen:
```
netsh interface ipv6 show address
```

## netsh und DHCP-Server
Mit netsh kann man DHCP-Server speichern und wiederherstellen.
Alle DHCP Informationen sichern
```
netsh dhcp server \\server1 export c:\sicherung\dhcp all
```

Alle DHCP Informationen wiederherstellen
```
netsh dhcp server \\server1 import c:\sicherung\dhcp all
```

DHCP Informationen dumpen
```
netsh dhcp server \\server1 dump > c:\sicherung\dhcp_backup.txt
```